# ان‌جی‌سی ۵۶۶۲
ان‌جی‌سی ۵۶۶۲ (انگلیسی: NGC 5662) یک خوشه باز در صورت فلکی قنطورس است.